# Köpings stadsförsamling
Köpings stadsförsamling var en församling i Västerås stift i nuvarande Köpings kommun. Församlingen uppgick 1920 i Köpings församling.
Församlingskyrka var Köpings kyrka.

## Administrativ historik
Församlingen bildades genom utbrytning ur Köpings församling när Köpings stad bildats 1474. Församlingen uppgick med Köpings landsförsamling i Köpings församling 1920. Församlingen bildade ett gemensamt pastorat med landsförsamlingen som även bestod av Kungs-Barkarö församling före 1867.

## Organister[2]
| Ämbetstid | Namn                   | Levnadstid |
| --------- | ---------------------- | ---------- |
| 1636–1649 | Magnus Magnusson       | –1649      |
| 1645–1690 | Christian Bredebberg   | 1625–1690  |
| 1691–1693 | Petter Sommar          |            |
| 1693–1715 | Olof Hiller            | –1715      |
| 1717–1720 | Isac Fårsberg          |            |
| 1733      | Christian Winter       | –ca 1747   |
| 1744–1746 | Erick Eurelius         | –1746      |
| 1746–1755 | Olof Österberg         | 1730–1755  |
| 1756–1804 | Carl Fredrik Hallberg  | 1721–1804  |
| 1811      | Johan Fredric Björkman | 1788–1830  |
| 1831–1838 | Johan Magnus Holmgren  | 1798–1838  |